# هجمات الخليل عام 1517
وقعت هجمات الخليل عام 1517 في المراحل النهائية من الحرب العثمانية المملوكية (1516–17) عندما أطاح الأتراك العثمانيون بالمماليك واحتلوا فلسطين. استهدفت الهجمات السكان اليهود في المدينة ويشار إليها أيضًا باسم المذبحة.

## الأحداث
يذكر سرد الحدث، الذي سجله يافث بن منسى في عام 1518، كيف بدأ الهجوم التركي من قبل القوات التركية بقيادة مراد بك، نائب السلطان في القدس. لقد تعرض اليهود للاعتداء والضرب والاغتصاب، وقد قُتل الكثير منهم كما نُهبت منازلهم وأعمالهم. لقد اُقترح أن الوضع المالي المستقر لليهود الخليل في ذلك الوقت هو ما جذب الجنود الأتراك للانخراط في النهب الجماعي. يشير آخرون إلى أن المذبحة يمكن أن تحدث في الواقع في خضم نزاع محلي، مثل انتفاضة من العرب ضد الحكام العثمانيين الجدد. هرب من نجوا من الكارثة إلى بيروت ولم يعد اليهود إلى الخليل إلا بعد 16 عامًا في 1533.